# Gerry Adams
Gerry Adams (* 6. října 1948) je irský republikánský politik, aktivista a dlouholetý prezident strany Sinn Féin v letech 1983 až 2018. Od roku 2011 je poslancem irského parlamentu. V minulosti byl také členem Shromáždění Severního Irska a poslancem Dolní sněmovny Spojeného království.

## Biografie
Adams se narodil v Belfastu, jeho otec byl členem Irské republikánské armády během Britsko-irské války v letech 1919 až 1921. V roce 1967 se Gerry Adams stal členem Severoirské asociace pro občanská práva. Po nepokojích v roce 1969 byl internován, ale později byl propuštěn a mohl se tak účastnit rozhovorů mezi prozatímní IRA a britskou vládou.
V dubnu 2014 byl severoirskou policií zatčen pro podezření z účasti na únosu a vraždě Jean McConvillové spáchané IRA v roce 1972.

### Politická kariéra
V roce 1978 se stal viceprezidentem Sinn Féin, roku 1983 se pak stal prezidentem strany. Také byl ve všeobecných volbách zvolen prvním poslancem Sinn Féin v britském parlamentu od 50. let, ale vzhledem k politice abstencionismu se odmítl účastnit zasedání sněmovny. 14. března 1984 utrpěl vážná zranění při atentátu ze strany Ulsterských bojovníků za svobodu, kdy bylo do jeho automobilu asi dvacetkrát vystřeleno. Roku 1988 zahájil jednání s vůdcem ústavních nacionalistů v Severním Irsku Johnem Humem. V roce 1992 mandát neobhájil, ale ve volbách roku 1997 ho získal zpět. V květnu 1998 se Sinn Féin připojila k Belfastské dohodě a Adams se stal severoirským ministrem s omezenými pravomocemi. V roce 2011 se stal poslancem irského parlamentu. V roce 2018 byl na pozici prezidenta Sinn Féin vystřídán Mary Lou McDonaldovou.